# وست استوارتستوون (نیوهمپشایر)
وست استوارتستوون (به انگلیسی: West Stewartstown) شهری در ایالت نیوهمپشایر کشور ایالات متحده آمریکا است که جمعیت آن در سرشماری سال ۲۰۱۰ میلادی، ۳۸۶ نفر بوده‌است.